# Новодмитрівська сільська рада (Золотоніський район)
Новодми́трівська сільська́ ра́да — колишня адміністративно-територіальна одиниця та орган місцевого самоврядування в Золотоніському районі Черкаської області. Адміністративний центр — село Нова Дмитрівка.

## Загальні відомості
- Населення ради: 3 064 особи (станом на 2001 рік)

## Населені пункти
Сільській раді підпорядковані населені пункти:
- с. Нова Дмитрівка
- с-ще Дібрівка
- с. Мелесівка

## Склад ради
Рада складається з 24 депутатів та голови.
- Голова ради: Назаренко Михайло Іванович

### Керівний склад попередніх скликань
| Прізвище, ім'я, по батькові | Основні відомості                                                                     | Дата обрання | Дата звільнення |
| --------------------------- | ------------------------------------------------------------------------------------- | ------------ | --------------- |
| Говоркова Тетяна Іванівна   | Сільський голова, 1959 року народження, член Всеукраїнського об'єднання «Батьківщина» | 26.03.2006   | 31.10.2010      |
| Назаренко Михайло Іванович  | Сільський голова, 1960 року народження, освіта вища, безпартійний                     | 31.10.2010   |                 |

Примітка: таблиця складена за даними сайту Верховної Ради України

### Депутати
За результатами місцевих виборів 2010 року:
- Кількість мандатів: 24
- Кількість мандатів, отриманих за результатами виборів: 23
- Кількість мандатів, що залишаються вакантними: 1

#### За суб'єктами висування
| Суб'єкт висування          | Кількість обраних депутатів | %   |
| -------------------------- | --------------------------- | --- |
| Самовисування              | 20                          | 87  |
| Патріотична партія України | 2                           | 8,7 |
| Партія регіонів            | 1                           | 4,3 |

#### За округами
| № округу                   | Прізвище, ім'я, по батькові     | Дата визнання обраним | Освіта             | Партійна приналежність           | Відомості про обраного депутата                                             |
| -------------------------- | ------------------------------- | --------------------- | ------------------ | -------------------------------- | --------------------------------------------------------------------------- |
| Партія регіонів            |                                 |                       |                    |                                  |                                                                             |
| 24                         | Ткачук Інна Вікторівна          | 05.11.2010            | вища               | член Партії регіонів             | Управління ветмедицини, провіднийспеціаліст                                 |
| Патріотична партія України |                                 |                       |                    |                                  |                                                                             |
| 9                          | Кривошея Юрій Станіславович     | 05.11.2010            | вища               | член Патріотичної партії України | УЖКГ, заступник начальника                                                  |
| 13                         | Батир Петро Миколайович         | 05.11.2010            | вища               | член Патріотичної партії України | СПФО ЦибенкоА. М., бухгалтер                                                |
| Самовисування              |                                 |                       |                    |                                  |                                                                             |
| 1                          | Куць Андрій Васильович          | 05.11.2010            | вища               | позапартійний                    | пенсіонер                                                                   |
| 2                          | Тріфонова Любов Петрівна        | 05.11.2010            | вища               | позапартійна                     | пенсіонер                                                                   |
| 3                          | Нагаєвський Микола Григорович   | 05.11.2010            | вища               | позапартійний                    | Вознесенська загальноосвітня школа, вчитель англійської мови та інформатики |
| 4                          | Чижик Олена Юріївна             | 05.11.2010            | незакінчена вища   | позапартійна                     | Новодмитрівська сільська рада, секретар                                     |
| 5                          | Ковтун Софія Іванівна           | 05.11.2010            | середня спеціальна | позапартійна                     | Новодмитрівська загальноосвітня школа, кухар                                |
| 6                          | Кодь Ірина Петрівна             | 05.11.2010            | вища               | позапартійна                     | тимчасово не працює                                                         |
| 7                          | Личман Василь Іванович          | 05.11.2010            | вища               | позапартійний                    | ПП"Сільвер фуд", завгосп                                                    |
| 8                          | Бережецький Ян Миколайович      | 05.11.2010            | вища               | позапартійний                    | Золотоніський МВУМВС, старшийуповноважений                                  |
| 10                         | Євченко Ольга Іванівна          | 05.11.2010            | вища               | позапартійна                     | Новодмитрівська лік.амбулаторія, головний лікар                             |
| 11                         | Гонза Галина Іванівна           | 05.11.2010            | середня спеціальна | позапартійна                     | Новодмитрівська сільська рада, головний бухгалтер                           |
| 12                         | Рибалка Олексій Васильович      | 05.11.2010            | середня спеціальна | позапартійний                    | Магазин"Бджільництво", пП                                                   |
| 14                         | Новик Григорій Сергійович       | 05.11.2010            | середня            | позапартійний                    | Ремонт взуття, приватний підприємець                                        |
| 16                         | Нижник Євгеній Володимирович    | 05.11.2010            | середня            | позапартійний                    | АТП17112, ст.комірник                                                       |
| 17                         | Лознякова Валентина Миколаївна  | 05.11.2010            | вища               | позапартійна                     | Золотоніська РДА, управлінняпраці та соцзахисту                             |
| 18                         | Гула Раїса Миколаївна           | 05.11.2010            | вища               | позапартійна                     | пенсіонер                                                                   |
| 19                         | Тараненко Людмила Олександрівна | 05.11.2010            | вища               | позапартійна                     | Золотоніська загальноосвітня школа № 1, вчитель                             |
| 20                         | Лисак Василь Ярославович        | 05.11.2010            | вища               | позапартійний                    | пенсіонер                                                                   |
| 21                         | Салкуцан Ірина Миколаївна       | 05.11.2010            | середня спеціальна | член Партії регіонів             | тимчасово не працює                                                         |
| 22                         | Россоха Лілія Дмитрівна         | 05.11.2010            | вища               | позапартійна                     | Мелесівська бібліотека, бібліотекар                                         |
| 23                         | Шамчук Олександр Юрійович       | 03.01.2011            | вища               | член Партії регіонів             | Золотоніська міська рада, головний спеціаліст                               |